# Linedance
A linedance formatáncot, sortáncot jelent, amit a táncosok sorokban rendeződve country zenére ropnak. A linedance és a country zene akkor fonódott össze, amikor Billy Ray Cyrus 1992-ben kiadta az Achy Breaky Heart című számot. Ügyes marketinghúzásként Melanie Greenwood írt rá egy táncot, hogy népszerűsítse a dalt. 5 évvel később az Achy Breaky Heart – mint country zenére koreografált linedance – az egyik legnagyobb táncőrületté nőtte ki magát. Az egyszerűen tanulható és partnert nem kívánó linedance hamar nagy népszerűségre tett szert. Sok országban, különösen Európában, az ott állomásozó amerikai katonák osztották meg a line és country táncot a helyiekkel.
A country zene hosszantartó hatása – az azt befogadó országokra – lehetővé tette, hogy a linedance és country táncok hamar a szabadidős tevékenységek mindennapi részévé váljanak. Az Achy Breaky Heart és a Freeze a két alaptánc, ezekből kiindulva a többi is hamar elsajátítható.

## Részletesebb leírása

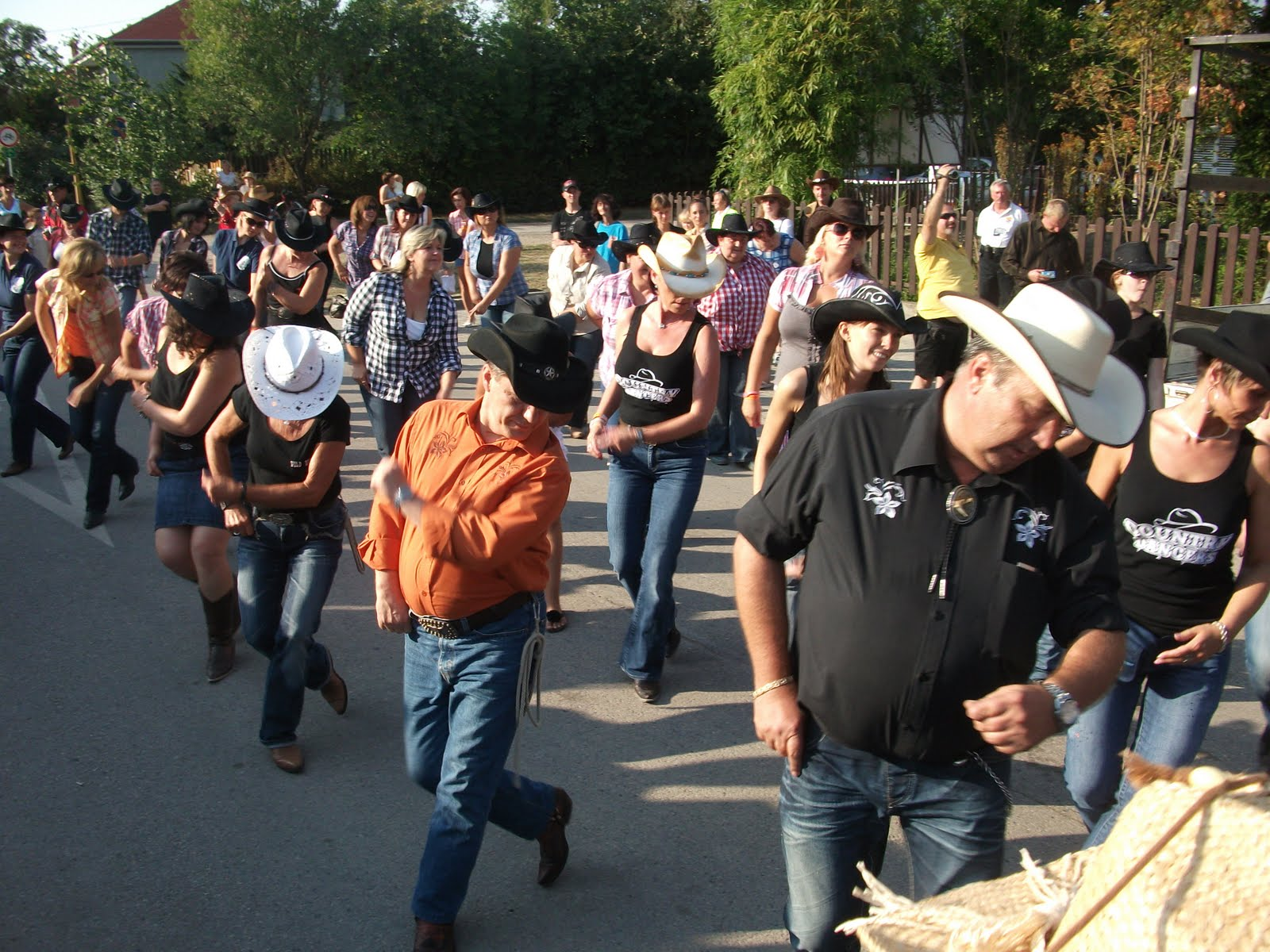
Linedance

Kis csoportnál lehet csak egy sorban is, de általában több párhuzamos vonalban állnak a táncosok, egyik a másik mögött. Ebben a párhuzamos vonal formációban a táncosok egymáshoz igazodva táncolnak, mégis függetlenül egymástól. Általában nincsenek olyan mozdulatok, amelyekhez szükség lenne a táncosok közötti kapcsolathoz; eltér azoktól a táncoktól, ahol együtt és egy időben végeznek mozdulatokat (párban) a táncosok.
Habár a linedance egyszerűnek tűnhet – például a 18 lépésből álló, 4 falas kezdő Electric Slide –, mégis komplett egészet alkot néhány egyszerű lépés is. Általánosságban a magasabb lépésszámú koreográfiák jóval nehezebbek. (Itt általában egy „lépés” igazodik egy zenei ütemhez.) Az eltérő és nem szokványos lépéssorok kihívássá teszik a táncos számára annak megtanulását.
Amikor a linedance-t gyors zenére koreografálják, nehezebbé válhat eltáncolni. Bonyolultságát adhatja továbbá a lépések mellett a kiegészítő testmozdulatok vagy a gesztikulálás is. Egyes linedance koreográfiák egyedien illeszkednek egy-egy zeneszámhoz. Egy koreográfiát egyetlen szám alatt általában többször táncolhatunk el: ismétlődik, kiegészítve hidakkal, szünetekkel, duplázással és egyedi mozdulatokkal. Tehát a táncos nem csak gépiesen ismételgeti ugyanazokat a lépéseket.
Ismert olyan linedance koreográfia is, ahol egymás mögött felálló sorok helyett a táncosok két, egymással szemben álló sorba állnak. Ez esetben van kontaktus a táncosok között, hiszen együtt táncolják el ugyanazt a koreográfiát, csak szemben egymással, ami a táncot még mutatósabbá teszi.

## Története és kultúrája
A linedance táncformát sokszor a vadnyugat világához kötik. Tény, hogy hátterében sokkal inkább kötődik ehhez a miliőhöz, mint ahhoz a stílushoz, amiből kifejlődött. Sokféle népi táncot táncoltak egyénileg, nem egyenes sorokban, gyakran pedig volt kapcsolat a táncosok között. A fizikai kontaktus hiánya a táncosok között meghatározó újítása a country-western linedance-nek.
A linedance-típusú táncok már az 1970-es években kapcsolódtak a különböző ismert zenei stílusokhoz, amibe beletartozott a swing, a rock’n’roll és a disco. A sortáncok variációi és népszerűsége a XX. század végétől, a XXI. század elejétől datálható. A linedance jelenlegi népszerűsége a diszkós korszakból nőtte ki magát, amikor a country-western tánc- és zenei közösségek folytatták az ilyen típusú táncok felfedezését és fejlesztését.
Legalább 5 olyan linedance koreográfiáját írták meg az 1970-es években, amelyek köthetők a country-western zenéhez. Ezek közül kettő datálható 1972-re: a Walkin’ Wazi és a Cowboy Boogie. Ez még az 1977-es indulású diszkóőrület (lásd Szombat esti láz) előtt volt 5 évvel. Ekkor két nem country stílusú linedance is született: The Bus Stop és Nutbush. Az 1980-as években country dalokra 10-20 linedance koreográfiát írtak. A Bill Bader által készített Boot Scootin’ Boogie koreográfia 1990 októberében jött létre, és a dalhoz igazodva az Asleep At The Wheel nevet kapta.
1992-ben Billy Ray Cyrus az általa népszerűvé tett dallal, az Achy Breaky Heart-tal mintegy a köztudatba katapultálta a linedance stílust. Ez volt az első olyan koreográfia, amely világméretűvé nőtte ki magát és népszerűsítette a linedance-t. Az 1990-es évek közepén az egyre sikeresebb country-western zene növelte a linedance népszerűségét is.
1994-ben Max Perry koreográfusnak világraszóló táncsikere jelent meg Swamp Thang néven, amelyet az azonos című, The Grid együttes által előadott zenéhez írt. Ez egy techno stílusú zeneszám volt, melyet bendzsó hangjaival kevertek. Ez tökéletes volt a linedance gyakorlására, és segített abban, hogy a linedance divatossá váljon a countryn kívül más stílusú zenékkel is. Max Perry, Jo Thompson, Scott Blevins és még néhányan mások elkezdtek nagyobb terekben ritmusokat és technikákat átadni másoknak, hogy a linedance-t egy következő szintre emeljék. 1998-ban a Steps együttes megalkotta a később az Egyesült Államokon kívül nagy érdeklődést kiváltó techno stílusú számot, az 5,6,7,8-et. 1999-ben a Gap debütált a Khaki Country-val az Oscar-díjátadó ünnepségen. Ugyanebben az évben egyes linedance-elők Dwight Yoakam Crazy Little Thing Called Love dalára hoztak létre táncot. Ezek az első igazi linedance-koreográfiák. Így napjainkra a linedance-t egyaránt jellemzik hagyományos táncok, country zenére, valamint nem hagyományőrző táncok más stílusú zenékre.
A linedance-t egyaránt gyakorolják és tanulják country-western bárokban, közösségi klubokban, táncklubokban és tánctermekben világszerte. Ez a tánc elkerüli a férfi-női táncpartneri egyensúlyhiányt, ami bosszantó lehet egy bálteremben, swing vagy salsa táncklubban. Időnként kombinálható a táncprogram más country-western tánccal, mint például a Two Step, a Western Promenade táncok, vagy a western stílust magán hordozó variációk, mint a Waltz, a Polka és a Swing.
Példa erre két népszerű tánc, amelyeket a linedance típusok közé sorolnak, habár kilógnak a sorból: a Nutbush (melyet a Tina Turner-féle Nutbush City Limits című számra írtak meg) és a Macarena. A Chicken Dance (nálunk Kacsatánc néven ismeretes) szintén ebbe a felsorolásba illik, mert bár körben táncolják, mégis linedance-ként tartják számon. Rajtuk kívül még jó néhány nem country stílust követő táncot ismerhetünk meg a nagyvilágból. Ezeken a „különcökön” kívül eddig mintegy 24 ezer koreográfiát és egyben táncot alkottak meg. Ez a szám napról napra növekszik, újabb és újabb kihívásokat kínálva a táncolóknak.

## Country zene
A linedance-nek van egyfajta „cowboy”-arculata és hangulata, és nem mellékesen country-western nótákra vannak illesztve a koreográfiák. Ez változáson ment át az 1970-es években, amikor a réteg-tánc egyre közkedveltebbé vált. A linedance egyre ismertebb lett a szélesebb körű zenével együtt az 1990-es években, amikor fiatalok linedance-elni kezdtek egyes pop bandák videói után szabadon táncolva. Ma a country zene kisebbségben maradt a linedance-es DJ-k listáin, mert többféle zenei stílust tesznek össze – újakat és régieket egyaránt. Olyan műfajok is felbukkannak, mint a Celtic, Swing, Pop, Rock, Big Band, Folk és majdnem minden más is, aminek rendszeres üteme van.

## Kifejezések

### Alap
Az „alap” (basic) az egyetlen ismétlődése a fő táncnak az első lépéstől a legutolsóig, ami nem tartalmaz sem szünetet, sem áthidalást. Ha ezt táncolják versenyen, akkor úgy kell lépni, ahogy leírták, nem variálható – ezt úgy nevezik: „Vanilla stop”.

### Variáció
A táncosok, akik már fejlettebbek a kezdői státusznál, sokszor helyettesítenek vagy variálnak (variation) a tánc során egy-egy részletet (általában ez 8 ütemet jelent), ami felcserélhető az eredeti részlettel. Ez sokszor szükséges a versenyzői linedance-nél.

### Lépésszám
A táncnak meghatározott lépésszáma (count) van, így például 64 lépéses tánc. Ez azon ütemeknek a száma a zenén belül, ami egy teljes lépés-sorozatát adja a táncnak. Ez nem szükséges, hogy ugyanannyi száma legyen a lépéseknek a táncban, amit arra írtak, egy-egy ütemen belül lehet akár több lépés is, vagy például két ütem alatt lépünk csak egyet.

### Újrakezdés
Az „újrakezdés” (restart) az a pont, aminél az alaptánc-részletet megszakítjuk és a megszokott részletet kezdjük elölről. Az újrakezdést akkor használják, amikor szükséges a zenéhez igazítani a táncot.

### Lépések
Egy tánc meghatározott számú mozdulatokból áll, amelyeket „lépés”-nek (step) nevezünk. Minden lépésnek külön nevet adnak a tanítóik, amivel könnyebben tanulhatóvá válik a tánc. A legismertebb ezek közül a „grapevine” (vagy röviden: „vine”), ami általánosan egy három lépésből álló mozdulat adott oldalra, a negyedik lépése pedig egésszé teszi, ami eltérő lehet. Bármennyi számú lehet egy-egy „lépés” mozdulatszáma.

### Lépéssorozatok
A táncok leírása tipikus fajtájú lépésekből (steps) áll. Ezen alap-lépésekből tevődik össze egy-egy koreográfia, ami által megkülönböztethető egy tánc lépéssora. Lentebb a közismertebb linedance-lépéstípusok.
- Chasse: Egyik lábbal valamely oldalra mozdul, a másik lábbal mellé lép, ezután az első láb ugyanazon oldalra mozdul újra.
- Coaster Step: Lábcsere. Az első lábunkkal lépünk előre vagy hátra, a másikkal mellé lépünk, majd az elsővel a kiindulási helyre lépünk vissza.
- Grapevine: Egyik lábbal valamely oldalra mozdul, a másik láb mögé lép, az első láb ugyanazon oldalra mozdul újra, a másik pedig az első mellé érint. Itt vannak variációk: az utolsó lépés lehet hitch, scuff, másik lábra testsúly-áthelyezés és így tovább. Ennek a lépéssornak szívesebben használják a rövidített nevét: vine.
- Hitch: Térdemelés. Ilyenkor lépésnél felemeljük térdünket.
- Jazz Box: Négy lépésből álló sorozat, mellyel a padlón háromszög-motívumot rajzolunk a lépéseinkkel.
- Kick Ball Change: Rúg és lép kétszer. Az első lábunkkal előre rúgunk egyet, majd letesszük a másik mellett, ezután másik lábunkkal lépünk helyben, ezt követően az első lábunkkal is lépünk egyet helyben. Ezt a lépéssorozatot bal és jobb lábbal egyaránt elvégezhetjük.
- Lock Step: Hármas lépés hátra vagy előre, kezdve bármelyik lábbal. A második láb az első előtt vagy utána zár, úgy, hogy az első utána újra mozdul a kezdő irányba.
- Monterey Turn: Nyolc lépésből fordulunk egy egészet. A jobb lábat érintjük jobboldalt, majd továbbra is a jobb lábat emelve, bal lábon állva jobbra hátra fordulunk fél fordulatot. Ezután a bal lábat érintjük baloldalt, majd visszatesszük jobb láb mellé. Ezt megismételjük még egyszer.
- Pivot Turn: Lépéssel fordulat. Egyik lábunkkal kilépünk előre, amelyikkel lépünk, ellentétesen fordulunk általában 1/2 vagy 3/4 fordulatot. Ez alapján a fordulás lehet balra vagy jobbra.
- Rock Step: Testsúly-áthelyezést jelent. Az egyik lábbal ellépünk valamelyik irányba, majd arra helyezzük a testsúlyunkat, majd pedig testsúlyunkat vissza a második lábra.
- Rumba Box: Nyolc lépésből álló, négyzetet formáló lépéssorozat. Bármelyik irányba (jobb-bal, előre-hátra) járható, itt a jobb és előre irányt vázoljuk. Jobb lábbal kilép előre, bal lábbal mellette zárva érint, majd bal lábbal lép balra. Jobb láb követi, bal mellett zár. Ezt követően bal lábbal lép hátra, jobb lábbal érint mellette, majd jobb lábbal jobbra lép, végül bal lábbal jobb láb mellett zár.
- Scuff: Láblendítés. Ilyenkor az egyik lábunkat megemeljük és lendítjük hátulról előre.
- Shuffle Step: A „Triple Step” lépése valamely oldalra, kezdve akármelyik lábbal. A különlegessége, hogy ezt úgy lépjük meg, mint a cha-cha-cha ritmusát – kisebb eltérés van az időzítésben a lépések között, amivel megkülönböztető látványt nyújt. A lépéseket lelépik 1-2, majd 3-4 lépésre, a zene üteme pedig 1/2-3/4-részre bontható, majd a második ütem pedig egy teljes marad.
- Stomp: Dobbantás. Ilyenkor egyik lábunkkal dobbantunk a másik mellett.
- Swivel: Sarokfordítások. Két ütemű lépés, lehetséges balra és jobbra. Zárt lábakkal a sarkakat együttesen felemeljük, majd együtt fordítva csak a sarkakat letesszük balra vagy jobbra, ezután visszafordítjuk eredeti helyzetébe – könnyítés a csípők egyirányú mozdítása.
- Triple Step: Ez egy három lépésből álló sorozat, amit csak két (zenei) ütemre lépünk. Ezzel haladhatunk előre, hátra, jobbra vagy balra, de maradhatunk vele egyhelyben is.
- V Step: Ollónyitás. Négy lépésből álló sorozat, irányban előre történik. Az első láb sarkát átlósan előre kitesszük, arra helyezve testsúlyunkat, vele egy vonalban a másik láb sarkát is kitesszük. Lendületből az eredeti pozícióba lépünk vissza (hátra) az első lábbal, majd zárunk a másik lábbal is.
- Weave: Lehet balra és jobbra is. Ez egy „Grapevine” egy keresztlépéssel elől vagy hátul. Ezzel a padlón egy kisebb cikk-cakk motívumot járunk be.

Egyéb, nevesített lépések még: Applejack, Botafogo, Butterfly, Heel Grind, Kick Ball Step, Lunge, Mambo Step, Military Turn, Paddle, Sailor Step, Scissor Step, Spiral Turn, Stamp, Sugarfoot és Vaudeville.

### Szünet / Áthidalás
A „szünet” (tag) vagy „áthidalás” (bridge) egy extra részét képezik a lépéseknek, amik nem részei a fő táncnak, de beilleszkedik az egyes sorozatok közé, amivel igazodik a zeneszámhoz. Amíg a szünet csak néhány további lépést jelent (2 vagy 4 lépést), addig az áthidalás egy nagyobb részletet (8 vagy 16 lépést). A kifejezéseket általában felcserélve is használják.

### Falak
Minden táncot megkülönböztethetünk az alapján, hogy falainak száma (walls) hányból áll. A fal az irány, amerre állnak a táncosok adott időben: előre (ez az az irány, amely felé állnak a tánc kezdetekor), hátra vagy valamelyik oldalra. A táncosok többször váltanak irányt a lépéssorozatoknál. Azonban az adott koreográfia letáncolásának végén a négy irány egyike felé állnak. Ezek alapján a fal az, amihez igazodva a következő sorozatot kezdik a táncosok, ami újabb keretet ad a táncnak.
- Annál a táncnál, ami „egy falas” (one wall), a táncosok ugyanabba az irányba kerülnek a lépéssorozat végén, mint a kezdetnél.
- Annál a táncnál, ami „két falas” (two walls), a lépéssorozat kezdete az ismétlésnél már az ellentétes falnál van, tehát 180 fokkal fordulva kezdik újra a táncosok az új lépéssort.
- Annál a táncnál, ami „négy falas” (four walls), a lépéssorozat végén 90 fokkal jobbra vagy balra fordulva kezdik a táncosok a következőt, mint ahogy az elején álltak. Ilyen táncnál mind a négy falnál fog kezdődni lépéssorozat, majd ez után kerül vissza arra az oldalra, ahol kezdte a legelején.

## Linedance-koreográfiák
Minden egyes lépéssorozatnak, azaz koreográfiának külön nevet adnak, amit vagy az adott zeneszám alapján neveznek el, vagy pedig egyedi nevet kap. Az egyedi nevű koreográfiák több zeneszámra is eltáncolhatóak. Adott zeneszám koreográfiájára kitűnő példa az Achy Breaky Heart, az egyedire a Freeze, hiszen az utóbbinál például Billy Ray Cyrus Where I’m Gonna Live című számára illeszkedik a koreográfia, de sok más hasonló ütemű zenére táncolható.
A koreográfiákat a falak számával, a lépésszámokkal és a nehézségi fokokkal különböztethetjük meg. A koreográfiák mind country-zenére írottak, legtöbb esetben ismert a koreográfus neve is. Javarészt rendes sortáncok ezek, egyes esetekben azonban táncolhatóak szemben (azaz két sorba rendeződnek a táncosok és egymással szemben, fésűs felállásban állnak), vagy pedig újításként táncolnak körben állva is. A legritkább és különc forma, ha kivételesen nem egyedül van a táncparketten a táncos, hanem párban, olyankor van kontaktus a táncosok között.

## Linedance Magyarországon
Magyarországon a linedance 2005-től ismert, a jelenlegi linedance-es körökben csak „Old Cowboy"-nak emlegetett Sógor Gyula hozta be hazánkba és ismertette meg a magyar érdeklődőkkel. Megalapította az első linedance-es klubot, ahol megtanította az alap koreográfiák egy részét, mellette bemutatta, milyen country és western stílus járul ehhez. Azóta megannyi klub alakult szerte az országban, ahol a táncosok klubokban, éttermekben, termekben tanulják, gyakorolják és tanítják a táncokat. Ezek a klubok fellépésekkel és rendezvényeken való részvétellel népszerűsítik a linedance-t, mint egy különleges típusát a táncoknak, mely kortól és nemtől független. Mivel itthon csak mint rétegzene honosodott meg a country, amihez kapcsolódik ez a táncfajta, így az ehhez közelebb álló stílusú kikapcsolódáshoz, sportokhoz közelíthető a cowboy és cowgirl léte. A linedance-es csapatok jól megférnek a lovasokkal, a motorosokkal és a kamionosokkal is – hasonló érdeklődésük miatt.
A magyar táncosokat összefogó ernyőszervezet, a Vadnyugati Táncosok Egyesülete 2009-ben jött létre azzal a céllal, hogy a linedance-et és a western stílust, emellett a country zenét népszerűsítse, illetve támogassa. A jelenleg is aktívan működő szervezet tagjai számtalan magyar és nemzetközi eseményen részt vettek már, mindvégig az autentikus (azaz western) linedance hathatós képviseletének céljából. A képviselet mellett az egyesület egyre bővülő tudástára (koreográfiák, kép- és hanganyagok, kapcsolatok) is segíti a táncosokat abban, hogy minél elterjedtebb legyen ez a táncstílus.

## Külső hivatkozások
Nagyobb linedance-csapatok jelenleg Magyarországon:
- Cactus Country Club Debrecen (Debrecen)
- Wild Buffalo Linedance Club (Budapest)
- Footloose Linedance Club Archiválva 2008. november 7-i dátummal a Wayback Machine-ben (Budapest)
- Bad Boots Linedance Szeged (Szeged)
- Four Rivers Country Linedance (Győr)
- Thunderfoot Dancers (Balatonfüred)
- Szeged Linedance Klub[halott link] (Szeged)
- Apple Country Club (Rácalmás)
- TB Tornadoes Country Dance (Tatabánya)
- Country Dancers Tata (Tata)
- Six Rebels (Budapest)
- Lucky Bulls Archiválva 2010. június 12-i dátummal a Wayback Machine-ben (Budapest)
- Gamblers (Gödöllő)
- Eastern Eagles Linedance Club (Nyíregyháza)
- Timeless Linedance Country Club  (Szentlőrinc)
- Country Linedance Family (Felsőörs)
- Rollingcountry Kerekesszékes Tánccsoport
- Dancing Line